# Bradysia forcipulata
Bradysia forcipulata là một ruồi trong họ Sciaridae, thuộc chi Bradysia. Loài này được Lundbeck miêu tả khoa học đầu tiên năm 1898.